# Universität der Philippinen
Die Universität der Philippinen (englisch University of the Philippines) oder U.P. ist die Staatsuniversität der Philippinen. Sie wurde 1908 gegründet. Sie hat heute siebzehn Campus im ganzen Land. Die Verwaltung befindet sich in Quezon City. Sie bietet fast jedes Hochschulfach an, angefangen mit Agrarwissenschaften, Medizin und Rechtswissenschaften bis hin zu den Natur- und Sozialwissenschaften, Ingenieurwissenschaften, Literatur und Kunst.
Mehr als 70.000 High-School-Schüler auf den ganzen Philippinen nehmen in ihrem Abschlussjahr an den jährlichen Aufnahmeprüfungen teil. Weniger als 10 Prozent davon werden aufgenommen. Die Studiengebühren sind je nach Familieneinkommen gestaffelt. Für Familien mit sehr niedrigem Einkommen werden z. T. Stipendien vergeben.
U.P. ist auch für seine stark politisierten Studenten bekannt. Ein erheblicher Anteil der politischen oder sozialen Führungspersönlichkeiten, Wirtschaftswissenschaftler, Juristen, Naturwissenschaftler, Ärzte, Kreative und Unternehmer der Philippinen sind U.P.-Absolventen.
Die Universität war ein Zentrum des First Quarter Storm Movements, von Januar bis März 1970.

## Einige bekannte U.P.-Studenten oder -Professoren
- Encarnacion Alzona  – Historikerin, Hochschullehrerin und Suffragistin
- Benigno Aquino, Jr. – Oppositionspolitiker und politischer Märtyrer
- Gloria Macapagal-Arroyo – Präsidentin der Philippinen von 2001 bis 2010
- Aileen Baviera – Sinologin
- Walden Bello – Soziologieprofessor und Globalisierungskritiker
- Lino Brocka – Regisseur
- Ryan Cayabyab – Musikprofessor und philippinischer Popkomponist
- Renato Constantino – Historiker
- Miriam Coronel-Ferrer – Politikwissenschaftlerin und Friedensunterhändlerin
- Bienvenido Lumbera – Dichter, Dramatiker und Kritiker
- Ferdinand Marcos – Präsident der Philippinen von 1965 bis 1986
- Nur Misuari – Gründer der muslimischen Moro National Liberation Front
- Elpidio Quirino – Präsident der Philippinen von 1948 bis 1953
- Carlos P. Rómulo – UN-Diplomat und dreimaliger Außenminister
- Ninotchka Rosca – Schriftstellerin
- José María Sison, Gründer der maoistischen New People’s Army
- Kidlat Tahimik – Regisseur, Drehbuchautor und Schauspieler.
- Jose Garcia Villa – Dichter, Maler, Kritiker und Autor von Kurzgeschichten
- Florentino P. Feliciano, Richter am Obersten Gerichtshof der Philippinen und Appellate Body der Welthandelsorganisation
- Lilia R. Bautista, Mitglied des Appellate Body der Welthandelsorganisation.